# Ceratitis pycnanthi
Ceratitis pycnanthi är en tvåvingeart som först beskrevs av Ghesquiere 1942.  Ceratitis pycnanthi ingår i släktet Ceratitis och familjen borrflugor.
Artens utbredningsområde är Kongo. Inga underarter finns listade i Catalogue of Life.